# Possagno
Possagno är en ort och kommun i provinsen Treviso i regionen Veneto i Italien. Kommunen hade 2 224 invånare (2018).